# Canada op de Olympische Winterspelen 2022
Canada was een van de deelnemende landen aan de Olympische Winterspelen 2022 in Peking, China.

## Medailleoverzicht
| Sport          | Olympiër(s) | Onderdeel                | Medaille |
| -------------- | --- | ------------------------ | -------- |
| IJshockey      | Erin Ambrose Ashton Bell Kristen Campbell Emily Clark Mélodie Daoust Ann-Renée Desbiens Renata Fast Sarah Fillier Brianne Jenner Rebecca Johnston Jocelyne Larocque Emma Maltais Emerance Maschmeyer Sarah Nurse Marie-Philip Poulin Jamie Lee Rattray Jillian Saulnier Ella Shelton Natalie Spooner Laura Stacey Claire Thompson Blayre Turnbull Micah Zandee-Hart | vrouwen                  | Goud     |
| Schaatsen      | Ivanie Blondin Valérie Maltais Isabelle Weidemann | ploegenachtervolging (v) | Goud     |
| Shorttrack     | Pascal Dion Steven Dubois Charles Hamelin Maxime Laoun Jordan Pierre-Gilles | relay (m)                | Goud     |
| Snowboarden    | Max Parrot | slopestyle (m)           | Goud     |
| Freestyleskiën | Mikaël Kingsbury | moguls (m)               | Zilver   |
| Freestyleskiën | Marielle Thompson | skicross (v)             | Zilver   |
| Freestyleskiën | Cassie Sharpe | halfpipe (v)             | Zilver   |
| Schaatsen      | Lauren Dubreuil | 1000 m (m)               | Zilver   |
| Schaatsen      | Ivanie Blondin | massastart (v)           | Zilver   |
| Schaatsen      | Isabelle Weidemann | 5000 m (v)               | Zilver   |
| Shorttrack     | Steven Dubois | 1500 m (m)               | Zilver   |
| Snowboarden    | Éliot Grondin | snowboardcross (m)       | Zilver   |
| Alpineskiën    | James Crawford | combinatie (m)           | Brons    |
| Bobsleeën      | Ben Coakwell Justin Kripps* Ryan Sommer Cam Stones | viermansbob (m)          | Brons    |
| Bobsleeën      | Christine de Bruin | monobob (v)              | Brons    |
| Curling        | Brad Gushue Mark Nichols Brett Gallant Geoff Walker Marc Kennedy | mannen                   | Brons    |
| Freestyleskiën | Miha Fontaine Lewis Irving Marion Thénault | aerials (team gemengd)   | Brons    |
| Freestyleskiën | Rachael Karker | halfpipe (v)             | Brons    |
| Schaatsen      | Isabelle Weidemann | 3.000 m (v)              | Brons    |
| Schansspringen | Alexandria Loutitt Matthew Soukup Abigail Strate MacKenzie Boyd-Clowes | landenwedstrijd          | Brons    |
| Shorttrack     | Steven Dubois | 500 m (m)                | Brons    |
| Shorttrack     | Kim Boutin | 500 m (v)                | Brons    |
| Snowboarden    | Max Parrot | big air (m)              | Brons    |
| Snowboarden    | Mark McMorris | slopestyle (m)           | Brons    |
| Snowboarden    | Meryeta O'Dine | snowboardcross (v)       | Brons    |
| Snowboarden    | Éliot Grondin Meryeta O'Dine | snowboardcross (gemengd) | Brons    |

## Deelnemers en resultaten

### Alpineskiën
Maximaal vier deelnemers per onderdeel
Mannen
| Naam               | Onderdeel    | 1e run         | 1e run         | 2e run         | 2e run         | Totaal         | Totaal         |
| Naam               | Onderdeel    | Tijd           | Rang           | Tijd           | Rang           | Tijd           | Rang           |
| ------------------ | ------------ | -------------- | -------------- | -------------- | -------------- | -------------- | -------------- |
| James Crawford     | Combinatie   | 1:43,14        | 2              | 48,97          | 7              | 2:32,11        | Brons          |
| James Crawford     | Afdaling     | n.v.t.         | n.v.t.         | n.v.t.         | n.v.t.         | 1:42,92        | 4              |
| James Crawford     | Super G      | n.v.t.         | n.v.t.         | n.v.t.         | n.v.t.         | 1:20,79        | 6              |
| Trevor Philp       | Combinatie   | 1:46,84        | 19             | niet gefinisht | niet gefinisht | niet gefinisht | niet gefinisht |
| Trevor Philp       | Reuzenslalom | 1:07,14        | 25             | 1:11,94        | 24             | 2:19,08        | 24             |
| Trevor Philp       | Slalom       | niet gefinisht | niet gefinisht | niet geplaatst | niet geplaatst | niet geplaatst | niet geplaatst |
| Trevor Philp       | Super G      | n.v.t.         | n.v.t.         | n.v.t.         | n.v.t.         | 1:21,34        | 10             |
| Erik Read          | Reuzenslalom | 1:04,77        | 16             | 1:07,67        | 12             | 2:12,44        | 13             |
| Erik Read          | Slalom       | 55,90          | 22             | 53,20          | 24             | 1:49,10        | 24             |
| Brodie Seger       | Combinatie   | 1:43,54        | 3              | 51,49          | 10             | 2:35,09        | 9              |
| Brodie Seger       | Afdaling     | n.v.t.         | n.v.t.         | n.v.t.         | n.v.t.         | 1:44,68        | 22             |
| Brodie Seger       | Super G      | n.v.t.         | n.v.t.         | n.v.t.         | n.v.t.         | niet gefinisht | niet gefinisht |
| Broderick Thompson | Combinatie   | 1:44,39        | 8              | 49,81          | 8              | 2:34,20        | 8              |
| Broderick Thompson | Afdaling     | n.v.t.         | n.v.t.         | n.v.t.         | n.v.t.         | niet gefinisht | niet gefinisht |
| Broderick Thompson | Super G      | n.v.t.         | n.v.t.         | n.v.t.         | n.v.t.         | niet gefinisht | niet gefinisht |

Vrouwen
| Naam                 | Onderdeel    | 1e run         | 1e run         | 2e run         | 2e run         | Totaal         | Totaal         |
| Naam                 | Onderdeel    | Tijd           | Rang           | Tijd           | Rang           | Tijd           | Rang           |
| -------------------- | ------------ | -------------- | -------------- | -------------- | -------------- | -------------- | -------------- |
| Marie-Michèle Gagnon | Afdaling     | n.v.t.         | n.v.t.         | n.v.t.         | n.v.t.         | 1:33,45        | 8              |
| Marie-Michèle Gagnon | Super G      | n.v.t.         | n.v.t.         | n.v.t.         | n.v.t.         | 1:14,65        | 14             |
| Cassidy Gray         | Reuzenslalom | niet gefinisht | niet gefinisht | niet geplaatst | niet geplaatst | niet geplaatst | niet geplaatst |
| Valérie Grenier      | Reuzenslalom | niet gefinisht | niet gefinisht | niet geplaatst | niet geplaatst | niet geplaatst | niet geplaatst |
| Erin Mielzynski      | Slalom       | 53,93          | 17             | 53,59          | 22             | 1:47,52        | 16             |
| Ali Nullmeyer        | Slalom       | 54,67          | 23             | 53,29          | 17             | 1:47,96        | 21             |
| Roni Remme           | Combinatie   | niet gefinisht | niet gefinisht | niet gefinisht | niet gefinisht | niet gefinisht | niet gefinisht |
| Roni Remme           | Afdaling     | n.v.t.         | n.v.t.         | n.v.t.         | n.v.t.         | 1:35,36        | 24             |
| Roni Remme           | Super G      | n.v.t.         | n.v.t.         | n.v.t.         | n.v.t.         | 1:15,78        | 24             |
| Amelia Smart         | Slalom       | 55,26          | 28             | 54,06          | 26             | 1:49,32        | 27             |
| Laurence St. Germain | Slalom       | 54,51          | 22             | 53,06          | 10             | 1:47,57        | 17             |

Gemengd
| Naam                                                | Onderdeel       | Eerste ronde           | Kwartfinale            | Halve finale           | Finale / BM            | Finale / BM |
| Naam                                                | Onderdeel       | Tegenstander Resultaat | Tegenstander Resultaat | Tegenstander Resultaat | Tegenstander Resultaat | Rang        |
| --------------------------------------------------- | --------------- | ---------------------- | ---------------------- | ---------------------- | ---------------------- | ----------- |
| Cassidy Gray Erin Mielzynski Trevor Philp Erik Read | Landenwedstrijd | SLO 2 - 2*             | niet geplaatst         | niet geplaatst         | niet geplaatst         | 9           |

### Biatlon
Mannen
| Naam                                                 | Onderdeel     | Tijd      | Missers | Rang |
| ---------------------------------------------------- | ------------- | --------- | ------- | ---- |
| Jules Burnotte                                       | Individueel   | 52:23,3   | 3       | 36   |
| Jules Burnotte                                       | Sprint        | 25:50,3   | 2       | 29   |
| Jules Burnotte                                       | Achtervolging | 43:48,2   | 5       | 28   |
| Jules Burnotte                                       | Massastart    | 41:35,0   | 5       | 18   |
| Christian Gow                                        | Individueel   | 52:21,9   | 2       | 24   |
| Christian Gow                                        | Sprint        | 25:15,5   | 0       | 12   |
| Christian Gow                                        | Achtervolging | 44:10,5   | 5       | 35   |
| Christian Gow                                        | Massastart    | 41:02,5   | 3       | 13   |
| Scott Gow                                            | Individueel   | 49:53,0   | 1       | 5    |
| Scott Gow                                            | Sprint        | 25:56,7   | 2       | 34   |
| Scott Gow                                            | Achtervolging | 43:18,7   | 4       | 20   |
| Scott Gow                                            | Massastart    | 42:17,6   | 7       | 25   |
| Adam Runnalls                                        | Individueel   | 53:24,7   | 3       | 33   |
| Adam Runnalls                                        | Sprint        | 26:00,5   | 2       | 35   |
| Adam Runnalls                                        | Achtervolging | 43:59,9   | 5       | 30   |
| Jules Burnotte Christian Gow Scott Gow Adam Runnalls | Estafette     | 1:21:46,5 | 11      | 6    |

Vrouwen
| Naam                                                 | Onderdeel     | Tijd      | Missers | Rang |
| ---------------------------------------------------- | ------------- | --------- | ------- | ---- |
| Megan Bankes                                         | Individueel   | 48:47,2   | 2       | 33   |
| Megan Bankes                                         | Sprint        | 24:35,4   | 3       | 77   |
| Sarah Beaudry                                        | Individueel   | 53:55,0   | 5       | 80   |
| Sarah Beaudry                                        | Sprint        | 24:45,9   | 2       | 80   |
| Emily Dickson                                        | Individueel   | 52:26,1   | 5       | 70   |
| Emily Dickson                                        | Sprint        | 24:50,3   | 3       | 81   |
| Emma Lunder                                          | Individueel   | 52:02,4   | 7       | 67   |
| Emma Lunder                                          | Sprint        | 22:47,6   | 1       | 32   |
| Emma Lunder                                          | Achtervolging | 42:19,3   | 7       | 54   |
| Megan Bankes Sarah Beaudry Emily Dickson Emma Lunder | Estafette     | 1:15:34,3 | 8       | 10   |

Gemengd
| Naam                                              | Onderdeel | Tijd      | Missers | Rang |
| ------------------------------------------------- | --------- | --------- | ------- | ---- |
| Sarah Beaudry Christian Gow Scott Gow Emma Lunder | Estafette | 1:11:12,4 | 20      | 14   |

### Bobsleeën
| Naam                                                          | Onderdeel       | Run 1   | Run 1 | Run 2   | Run 2 | Run 3   | Run 3 | Run 4          | Run 4          | Totaal         | Totaal |
| Naam                                                          | Onderdeel       | Tijd    | Rang  | Tijd    | Rang  | Tijd    | Rang  | Tijd           | Rang           | Tijd           | Rang   |
| ------------------------------------------------------------- | --------------- | ------- | ----- | ------- | ----- | ------- | ----- | -------------- | -------------- | -------------- | ------ |
| Taylor Austin* Daniel Sunderland                              | Tweemansbob (m) | 1:00,11 | 21    | 1:00,41 | 21    | 1:00,29 | 19    | 1:00,55        | 19             | 4:01,36        | 20     |
| Justin Kripps* Cam Stones                                     | Tweemansbob (m) | 59,61   | 8     | 1:00,08 | 14    | 59,71   | 7     | 1:00,00        | 8              | 3:59,40        | 10     |
| Christopher Spring* Mike Evelyn                               | Tweemansbob (m) | 59,54   | 6     | 1:00,03 | 10    | 59,76   | 8     | 59,93          | 5              | 3:59,26        | 7      |
| Taylor Austin* Jay Dearborn Chris Patrician Daniel Sunderland | Viermansbob (m) | 59,67   | 22    | 59,81   | 22    | 59,79   | 24    | niet geplaatst | niet geplaatst | niet geplaatst | 23     |
| Ben Coakwell Justin Kripps* Ryan Sommer Cam Stones            | Viermansbob (m) | 58,38   | 3     | 59,00   | 5     | 58,44   | 5     | 59,27          | 3              | 3:55,09        | Brons  |
| Mike Evelyn Sam Giguere Cody Sorensen Christopher Spring*     | Viermansbob (m) | 59,10   | 12    | 59,33   | 10    | 59,10   | 10    | 59,46          | 11             | 3:56,99        | 9      |
|                                                               |                 |         |       |         |       |         |       |                |                |                |        |
| Cynthia Appiah                                                | Monobob (v)     | 1:05,75 | =12   | 1:05,53 | 5     | 1:05,78 | 8     | 1:05,98        | 9              | 4:23,04        | 8      |
| Christine de Bruin                                            | Monobob (v)     | 1:05,12 | =3    | 1:05,02 | 2     | 1:05,38 | 4     | 1:05,51        | 5              | 4:21,03        | Brons  |
| Cynthia Appiah* Dawn Richardson Wilson                        | Tweemansbob (v) | 1:01,75 | 8     | 1:01,89 | 7     | 1:01,95 | 10    | 1:01,93        | 9              | 4:07,52        | 8      |
| Christine de Bruin* Kristen Bujnowski                         | Tweemansbob (v) | 1:01,45 | 5     | 1:01,76 | 4     | 1:01,43 | 5     | 1:01,73        | 6              | 4:06,37        | 5      |
| Melissa Lotholz* Sara Villani                                 | Tweemansbob (v) | 1:02,12 | 18    | 1:02,09 | 10    | 1:01,85 | 8     | 1:02,31        | 15             | 4:08,37        | 12     |

* – Geeft de bestuurder van de slee aan

### Curling
| Team                                                                 | Onderdeel     | Groepsfase     | Groepsfase     | Groepsfase     | Groepsfase     | Groepsfase     | Groepsfase     | Groepsfase     | Groepsfase     | Groepsfase     | Groepsfase | Tiebreaker     | Halve finale   | Finale / BM    | Finale / BM |
| Team                                                                 | Onderdeel     | Opponent Score | Opponent Score | Opponent Score | Opponent Score | Opponent Score | Opponent Score | Opponent Score | Opponent Score | Opponent Score | Rang       | Opponent Score | Opponent Score | Opponent Score | Rang        |
| -------------------------------------------------------------------- | ------------- | -------------- | -------------- | -------------- | -------------- | -------------- | -------------- | -------------- | -------------- | -------------- | ---------- | -------------- | -------------- | -------------- | ----------- |
| Brad Gushue Mark Nichols Brett Gallant Geoff Walker Marc Kennedy     | Mannen        | DEN 10 - 5     | NOR 6 - 5      | SUI 3 - 5      | SWE 4 - 7      | USA 10 - 5     | ITA 7 - 3      | CHN 10 - 8     | ROC 6 - 7      | GBR 2 - 5      | 3          | n.v.t.         | SWE 3 - 5      | USA 8 - 5      | Brons       |
| Jennifer Jones Kaitlyn Lawes Jocelyn Peteman Dawn McEwen Lisa Weagle | Vrouwen       | KOR 12 - 7     | JPN 5 - 8      | SWE 6 - 7      | SUI 4 - 8      | ROC 11 - 5     | GBR 7 - 3      | USA 7 - 6      | CHN 9 - 11     | DEN 10 - 4     | 5          | --             | --             | --             | --          |
| Rachel Homan John Morris                                             | Gemengddubbel | GBR 4 – 6      | NOR 7 – 6      | SUI 7 – 5      | CHN 8 – 6      | SWE 2 – 6      | USA 7 – 2      | CZE 7 – 5      | AUS 8 – 10     | ITA 7 – 8      | 5          | --             | --             | --             | --          |

### Freestyleskiën
Aerials
Individueel
| Naam                   | Onderdeel | Kwalificatie | Kwalificatie | Kwalificatie | Kwalificatie | Finale         | Finale         | Finale         | Finale |
| Naam                   | Onderdeel | Sprong 1     | Sprong 1     | Sprong 2     | Sprong 2     | Sprong 1       | Sprong 1       | Sprong 2       | Rang   |
| ---------------------- | --------- | ------------ | ------------ | ------------ | ------------ | -------------- | -------------- | -------------- | ------ |
| Miha Fontaine          | Mannen    | 115,05       | 11           | 107,69       | 7            | niet geplaatst | niet geplaatst | niet geplaatst | 13     |
| Lewis Irving           | Mannen    | 103,98       | 19           | 80,99        | 17           | niet geplaatst | niet geplaatst | niet geplaatst | 23     |
| Émile Nadeau           | Mannen    | 112,83       | 13           | 102,26       | 11           | niet geplaatst | niet geplaatst | niet geplaatst | 17     |
| Flavie Aumond          | Vrouwen   | 76,86        | 18           | 73,95        | 13           | niet geplaatst | niet geplaatst | niet geplaatst | 19     |
| Naomy Boudreau-Guertin | Vrouwen   | 77,43        | 16           | 77,43        | 12           | niet geplaatst | niet geplaatst | niet geplaatst | 18     |
| Marion Thénault        | Vrouwen   | 93,06        | 5            | bye          | bye          | 91,29          | 7              | niet gepl.     | 7      |

Gemengd
| Naam                                       | Onderdeel | Finale 1            | Finale 1 | Finale 1 | Finale 2            | Finale 2 | Finale 2 |
| Naam                                       | Onderdeel | Punten              | Totaal   | Rang     | Punten              | Totaal   | Rang     |
| ------------------------------------------ | --------- | ------------------- | -------- | -------- | ------------------- | -------- | -------- |
| Marion Thénault Miha Fontaine Lewis Irving | Team      | 93,06 113,97 119,91 | 326,94   | 3        | 62,74 116,48 111,76 | 290,98   | Brons    |

Big air & Slopestyle
| Naam               | Onderdeel      | Kwalificatie | Kwalificatie | Kwalificatie | Kwalificatie | Kwalificatie | Finale         | Finale         | Finale         | Finale         | Finale         |
| Naam               | Onderdeel      | Run 1        | Run 2        | Run 3        | Beste        | Rang         | Run 1          | Run 2          | Run 3          | Beste          | Rang           |
| ------------------ | -------------- | ------------ | ------------ | ------------ | ------------ | ------------ | -------------- | -------------- | -------------- | -------------- | -------------- |
| Teal Harle         | Big air (m)    | 26,50        | 24,25        | 20,25        | 46,75        | 31           | niet geplaatst | niet geplaatst | niet geplaatst | niet geplaatst | 31             |
| Teal Harle         | Slopestyle (m) | 36,05        | 33,81        | n.v.t.       | 36,05        | 26           | niet geplaatst | niet geplaatst | niet geplaatst | niet geplaatst | 26             |
| Evan McEachran     | Big air (m)    | 81,75        | 88,50        | 39,75        | 170,25       | 11           | 93,00          | 22,50          | 11,50          | 115,50         | 9              |
| Evan McEachran     | Slopestyle (m) | 40,90        | 33,70        | n.v.t.       | 40,90        | 24           | niet geplaatst | niet geplaatst | niet geplaatst | niet geplaatst | 24             |
| Max Moffatt        | Big air (m)    | 83,00        | 64,00        | 61,00        | 147,00       | 20           | niet geplaatst | niet geplaatst | niet geplaatst | niet geplaatst | 20             |
| Max Moffatt        | Slopestyle (m) | 74,06        | 35,16        | n.v.t.       | 74,06        | 11           | 47,18          | 65,31          | 70,40          | 70,40          | 9              |
| Édouard Therriault | Big air (m)    | 83,50        | 42,00        | 84,50        | 168,00       | 13           | niet geplaatst | niet geplaatst | niet geplaatst | niet geplaatst | 13             |
| Édouard Therriault | Slopestyle (m) | 70,40        | 23,75        | n.v.t.       | 70,40        | 13           | niet geplaatst | niet geplaatst | niet geplaatst | niet geplaatst | 13             |
| Olivia Asselin     | Big air (v)    | 60,75        | 87,00        | 16,00        | 147,75       | 11           | 62,00          | 60,25          | 85,00          | 147,50         | 8              |
| Olivia Asselin     | Slopestyle (v) | 64,68        | 6,75         | n.v.t.       | 64,68        | 11           | 16,83          | niet gestart   | niet gestart   | 16,83          | 11             |
| Elena Gaskell      | Big air (v)    | niet gestart | niet gestart | niet gestart | niet gestart | niet gestart | niet geplaatst | niet geplaatst | niet geplaatst | niet geplaatst | niet geplaatst |
| Megan Oldham       | Big air (v)    | 80,00        | 91,25        | 8,25         | 171,25       | 1            | 85,00          | 89,25          | 88,75          | 178,00         | 4              |
| Megan Oldham       | Slopestyle (v) | 6,45         | 63,10        | n.v.t.       | 63,10        | 13           | niet geplaatst | niet geplaatst | niet geplaatst | niet geplaatst | 13             |

Halfpipe
| Naam           | Onderdeel | Kwalificatie | Kwalificatie | Kwalificatie | Kwalificatie | Finale | Finale | Finale | Finale | Finale |
| Naam           | Onderdeel | Run 1        | Run 2        | Beste        | Rang         | Run 1  | Run 2  | Run 3  | Beste  | Rang   |
| -------------- | --------- | ------------ | ------------ | ------------ | ------------ | ------ | ------ | ------ | ------ | ------ |
| Noah Bowman    | Mannen    | 78,25        | 85,50        | 85,50        | 6            | 84,25  | 84,75  | 21,25  | 84,75  | 4      |
| Simon d'Artois | Mannen    | 82,50        | 68,25        | 82,50        | 8            | 7,25   | 7,00   | 63,75  | 63,75  | 10     |
| Brendan MacKay | Mannen    | 87,25        | 85,00        | 87,25        | 5            | 4,00   | 65,50  | 27,00  | 65,50  | 9      |
| Amy Fraser     | Vrouwen   | 75,25        | 75,75        | 75,75        | 11           | 75,25  | 35,75  | 11,00  | 75,25  | 8      |
| Rachael Karker | Vrouwen   | 88,50        | 89,50        | 89,50        | 2            | 87,75  | 85,25  | 38,00  | 87,75  | Brons  |
| Cassie Sharpe  | Vrouwen   | 86,25        | 79,00        | 86,25        | 6            | 89,00  | 90,00  | 90,75  | 90,75  | Zilver |

Moguls
| Naam                    | Onderdeel | Kwalificatie | Kwalificatie | Kwalificatie | Kwalificatie | Kwalificatie | Kwalificatie | Kwalificatie | Kwalificatie | Finale         | Finale         | Finale         | Finale         | Finale         | Finale         | Finale         | Finale         | Finale         | Finale         | Finale         | Finale |
| Naam                    | Onderdeel | Run 1        | Run 1        | Run 1        | Run 1        | Run 2        | Run 2        | Run 2        | Run 2        | Run 1          | Run 1          | Run 1          | Run 1          | Run 2          | Run 2          | Run 2          | Run 2          | Run 3          | Run 3          | Run 3          | Run 3  |
| Naam                    | Onderdeel | Tijd         | Score        | Totaal       | Rang         | Tijd         | Score        | Totaal       | Rang         | Tijd           | Score          | Totaal         | Rang           | Tijd           | Score          | Totaal         | Rang           | Tijd           | Score          | Totaal         | Rang   |
| ----------------------- | --------- | ------------ | ------------ | ------------ | ------------ | ------------ | ------------ | ------------ | ------------ | -------------- | -------------- | -------------- | -------------- | -------------- | -------------- | -------------- | -------------- | -------------- | -------------- | -------------- | ------ |
| Laurent Dumais          | Mannen    | 24,52        | 54,09        | 69,76        | 24           | 25,32        | 46,78        | 71,39        | 16           | niet geplaatst | niet geplaatst | niet geplaatst | niet geplaatst | niet geplaatst | niet geplaatst | niet geplaatst | niet geplaatst | niet geplaatst | niet geplaatst | niet geplaatst | 26     |
| Mikaël Kingsbury        | Mannen    | 24,71        | 65,74        | 81,15        | 1            | bye          | bye          | bye          | bye          | 25,30          | 67,14          | 91,78          | 1              | 25,50          | 65,22          | 79,59          | 2              | 25,02          | 67,17          | 82,18          | Zilver |
| Chloé Dufour-Lapointe   | Vrouwen   | 28,85        | 54,82        | 70,31        | 11           | 28,77        | 54,87        | 70,45        | 6            | 28,93          | 58,20          | 73,60          | 12             | 28,65          | 57,25          | 72,96          | 9              | niet geplaatst | niet geplaatst | niet geplaatst | 9      |
| Justine Dufour-Lapointe | Vrouwen   | 29,29        | 56,46        | 71,45        | 10           | bye          | bye          | bye          | bye          | niet gefinisht | niet gefinisht | niet gefinisht | niet gefinisht | niet geplaatst | niet geplaatst | niet geplaatst | niet geplaatst | niet geplaatst | niet geplaatst | niet geplaatst | 20     |
| Sofiane Gagnon          | Vrouwen   | 28,61        | 52,71        | 68,47        | 14           | 28,39        | 59,62        | 75,63        | 1            | 28,36          | 58,40          | 74,44          | 8              | niet gefinisht | niet gefinisht | niet gefinisht | niet gefinisht | niet geplaatst | niet geplaatst | niet geplaatst | 12     |

Skicross
| Naam              | Onderdeel | Plaatsingsronde | Plaatsingsronde | Achtste finale | Kwartfinale | Halve finale   | Finale         | Finale |
| Naam              | Onderdeel | Run 1           | Run 1           | Achtste finale | Kwartfinale | Halve finale   | Finale         | Finale |
| Naam              | Onderdeel | Tijd            | Rang            | Plaats         | Plaats      | Plaats         | Plaats         | Rang   |
| ----------------- | --------- | --------------- | --------------- | -------------- | ----------- | -------------- | -------------- | ------ |
| Kevin Drury       | Mannen    | 1:13,11         | 15              | 2              | 3           | niet geplaatst | niet geplaatst | 12     |
| Reece Howden      | Mannen    | 1:12,37         | 5               | 1              | 3           | niet geplaatst | niet geplaatst | 9      |
| Brady Leman       | Mannen    | 1:12,30         | 4               | 2              | 2           | 4              | 2              | 6      |
| Jared Schmidt     | Mannen    | 1:12,39         | 6               | 2              | 3           | niet geplaatst | niet geplaatst | 10     |
| Courtney Hoffos   | Vrouwen   | 1:18,28         | 8               | 1              | 2           | 4              | 2              | 6      |
| Brittany Phelan   | Vrouwen   | 1:18,17         | 7               | 1              | 2           | 3              | 1              | 5      |
| Hannah Schmidt    | Vrouwen   | 1:18,07         | 4               | 1              | 2           | 3              | 3              | 7      |
| Marielle Thompson | Vrouwen   | 1:18,16         | 5               | 1              | 1           | 2              | 2              | Zilver |

### IJshockey
| Onderdeel | Groepsfase     | Groepsfase     | Groepsfase     | Groepsfase     | Groepsfase | Play-off       | Kwartfinale    | Halve finale   | Finale / BM    | Finale / BM |
| Onderdeel | Opponent Score | Opponent Score | Opponent Score | Opponent Score | Rang       | Opponent Score | Opponent Score | Opponent Score | Opponent Score | Rang        |
| --------- | -------------- | -------------- | -------------- | -------------- | ---------- | -------------- | -------------- | -------------- | -------------- | ----------- |
| Mannen    | GER 5-1        | USA 2-4        | CHN 5-0        | n.v.t.         | 2          | CHN 7-2        | SWE 0-2        | niet geplaatst | niet geplaatst | 6           |
| Vrouwen   | SUI 12-1       | FIN 11-1       | ROC 6-1        | USA 4-2        | 1          | n.v.t.         | SWE 11-0       | SUI 10-3       | USA 3-2        | Goud        |

| Naam | Onderdeel | Resultaat |
| --- | --------- | --------- |
| Mark Barberio Daniel Carr Adam Cracknell Jason Demers David Desharnais Landon Ferraro Brandon Gormley Alex Grant Josh Ho-Sang Corban Knight Devon Levi Jack McBain Mason McTavish Maxim Noreau Eric O’Dell Edward Pasquale Owen Power Mat Robinson Eric Staal Ben Street Adam Tambellini Matt Tomkins Jordan Weal Daniel Winnik Tyler Wotherspoon                   | Mannen    | 6         |
| |           |           |
| Erin Ambrose Ashton Bell Kristen Campbell Emily Clark Mélodie Daoust Ann-Renée Desbiens Renata Fast Sarah Fillier Brianne Jenner Rebecca Johnston Jocelyne Larocque Emma Maltais Emerance Maschmeyer Sarah Nurse Marie-Philip Poulin Jamie Lee Rattray Jillian Saulnier Ella Shelton Natalie Spooner Laura Stacey Claire Thompson Blayre Turnbull Micah Zandee-Hart | Vrouwen   | Goud      |

### Kunstrijden
Individueel
| Naam             | Onderdeel | KK    | KK   | VK             | VK             | Totaal         | Totaal |
| Naam             | Onderdeel | Score | Rang | Score          | Rang           | Score          | Rang   |
| ---------------- | --------- | ----- | ---- | -------------- | -------------- | -------------- | ------ |
| Keegan Messing   | Mannen    | 93,24 | 9    | 127,37         | 10             | 265,61         | 11     |
| Roman Sadovsky   | Mannen    | 62,77 | 29   | niet geplaatst | niet geplaatst | niet geplaatst | 29     |
| Madeline Schizas | Vrouwen   | 60,53 | 20   | 115,03         | 18             | 175,56         | 19     |

Gemengd
| Naam                                       | Onderdeel | KK    | KK   | VK     | VK   | Totaal | Totaal |
| Naam                                       | Onderdeel | Score | Rang | Score  | Rang | Score  | Rang   |
| ------------------------------------------ | --------- | ----- | ---- | ------ | ---- | ------ | ------ |
| Vanessa James Eric Radford                 | Paren     | 63,03 | 12   | 117,96 | 12   | 180,99 | 12     |
| Kirsten Moore-Towers Michael Marinaro      | Paren     | 62,51 | 13   | 118,86 | 10   | 181,37 | 10     |
| Laurence Fournier Beaudry Nikolaj Sørensen | IJsdansen | 78,54 | 8    | 113,81 | 11   | 192,35 | 9      |
| Piper Gilles Paul Poirier                  | IJsdansen | 83,52 | 6    | 121,26 | 7    | 204,78 | 7      |
| Marjorie Lajoie Zachary Lagha              | IJsdansen | 72,59 | 13   | 108,43 | 13   | 181,02 | 13     |

Team
| Naam | Onderdeel  | Korte kür       | Korte kür       | Korte kür       | Korte kür       | Korte kür | Korte kür | Vrije kür       | Vrije kür       | Vrije kür       | Vrije kür       | Vrije kür | Vrije kür |
| Naam | Onderdeel  | Mannen          | Vrouwen         | Paren           | IJsdansen       | Totaal    | Totaal    | Mannen          | Vrouwen         | Paren           | IJsdansen       | Totaal    | Totaal    |
| Naam | Onderdeel  | Score Teamscore | Score Teamscore | Score Teamscore | Score Teamscore | Score     | Rang      | Score Teamscore | Score Teamscore | Score Teamscore | Score Teamscore | Score     | Rang      |
| --- | ---------- | --------------- | --------------- | --------------- | --------------- | --------- | --------- | --------------- | --------------- | --------------- | --------------- | --------- | --------- |
| Roman Sadovsky Madeline Schizas Kirsten Moore-Towers Michael Marinaro Vanessa James Eric Radford Piper Gilles Paul Poirier | Landenteam | 71,06 3         | 69,60 8         | 67,34 6         | 82,72 7         | 24        | 4         | 112,60 6        | 132,04 8        | 130,07 7        | 124,39 8        | 53        | 4         |

### Langlaufen
Lange afstanden
Mannen
| Naam                                                    | Onderdeel             | Uitslag   | Uitslag |
| Naam                                                    | Onderdeel             | Tijd      | Rang    |
| ------------------------------------------------------- | --------------------- | --------- | ------- |
| Antoine Cyr                                             | 15 km klassieke stijl | 41:17,7   | 37      |
| Antoine Cyr                                             | 30 km skiatlon        | 1:25:26,0 | 42      |
| Rémi Drolet                                             | 15 km klassieke stijl | 41:07,7   | 33      |
| Rémi Drolet                                             | 30 km skiatlon        | LAP       | 55      |
| Rémi Drolet                                             | 50 km vrije stijl     | 1:16:21,7 | 35      |
| Olivier Léveillé                                        | 15 km klassieke stijl | 40:52,0   | 29      |
| Olivier Léveillé                                        | 30 km skiatlon        | 1:23:42,0 | 31      |
| Olivier Léveillé                                        | 50 km vrije stijl     | 1:15:54,3 | 27      |
| Antoine Cyr Rémi Drolet Olivier Léveillé Graham Ritchie | 4×10 km estafette     | 1:40:21,5 | 12      |

Vrouwen
| Naam                                                                          | Onderdeel             | Uitslag   | Uitslag |
| Naam                                                                          | Onderdeel             | Tijd      | Rang    |
| ----------------------------------------------------------------------------- | --------------------- | --------- | ------- |
| Dahria Beatty                                                                 | 10 km klassieke stijl | 30:00,2   | 18      |
| Dahria Beatty                                                                 | 15 km skiatlon        | 48:52,0   | 28      |
| Dahria Beatty                                                                 | 30 km vrije stijl     | 1:32:33,3 | 39      |
| Cendrine Browne                                                               | 10 km klassieke stijl | 31:47,9   | 48      |
| Cendrine Browne                                                               | 15 km skiatlon        | 47:58,1   | 20      |
| Cendrine Browne                                                               | 30 km vrije stijl     | 1:31:21,6 | 16      |
| Olivia Bouffard-Nesbitt                                                       | 10 km klassieke stijl | 33:01,1   | 61      |
| Olivia Bouffard-Nesbitt                                                       | 15 km skiatlon        | 50:11,7   | 44      |
| Laura Leclair                                                                 | 30 km vrije stijl     | 1:40:14,5 | 51      |
| Katherine Stewart-Jones                                                       | 10 km klassieke stijl | 31:08,6   | 36      |
| Katherine Stewart-Jones                                                       | 15 km skiatlon        | 48:17,3   | 23      |
| Katherine Stewart-Jones                                                       | 30 km vrije stijl     | 1:32:33,3 | 30      |
| Dahria Beatty Olivia Bouffard-Nesbitt Cendrine Browne Katherine Stewart-Jones | 4×5 km estafette      | 57:20,9   | 9       |

Sprint
Mannen
| Naam                       | Onderdeel  | Kwalificatie | Kwalificatie | Kwartfinales   | Kwartfinales   | Halve finales  | Halve finales  | Finale         | Finale |
| Naam                       | Onderdeel  | Tijd         | Rang         | Tijd           | Rang           | Tijd           | Rang           | Tijd           | Rang   |
| -------------------------- | ---------- | ------------ | ------------ | -------------- | -------------- | -------------- | -------------- | -------------- | ------ |
| Antoine Cyr                | Sprint     | 3:02,59      | 56           | niet geplaatst | niet geplaatst | niet geplaatst | niet geplaatst | niet geplaatst | 56     |
| Olivier Léveillé           | Sprint     | 3:02,26      | 54           | niet geplaatst | niet geplaatst | niet geplaatst | niet geplaatst | niet geplaatst | 54     |
| Graham Ritchie             | Sprint     | 2:55,04      | 34           | niet geplaatst | niet geplaatst | niet geplaatst | niet geplaatst | niet geplaatst | 34     |
| Antoine Cyr Graham Ritchie | Teamsprint | n.v.t.       | n.v.t.       | n.v.t.         | n.v.t.         | 20:18,71       | 4              | 19:45,30       | 5      |

Vrouwen
| Naam                                  | Onderdeel  | Kwalificatie | Kwalificatie | Kwartfinales   | Kwartfinales   | Halve finales  | Halve finales  | Finale         | Finale |
| Naam                                  | Onderdeel  | Tijd         | Rang         | Tijd           | Rang           | Tijd           | Rang           | Tijd           | Rang   |
| ------------------------------------- | ---------- | ------------ | ------------ | -------------- | -------------- | -------------- | -------------- | -------------- | ------ |
| Dahria Beatty                         | Sprint     | 3:23,54      | 28           | 3:18,73        | 5              | niet geplaatst | niet geplaatst | niet geplaatst | 25     |
| Olivia Bouffard-Nesbitt               | Sprint     | 3:25,92      | 40           | niet geplaatst | niet geplaatst | niet geplaatst | niet geplaatst | niet geplaatst | 40     |
| Cendrine Browne                       | Sprint     | 3:24,85      | 35           | niet geplaatst | niet geplaatst | niet geplaatst | niet geplaatst | niet geplaatst | 35     |
| Laura Leclair                         | Sprint     | 3:35,31      | 58           | niet geplaatst | niet geplaatst | niet geplaatst | niet geplaatst | niet geplaatst | 58     |
| Dahria Beatty Katherine Stewart-Jones | Teamsprint | n.v.t.       | n.v.t.       | n.v.t.         | n.v.t.         | 24:03,7        | 6              | niet gepl.     | 12     |

### Rodelen
Individueel
| Naam            | Onderdeel | Run 1  | Run 1 | Run 2  | Run 2 | Run 3  | Run 3 | Run 4  | Run 4 | Totaal   | Totaal |
| Naam            | Onderdeel | Tijd   | Rang  | Tijd   | Rang  | Tijd   | Rang  | Tijd   | Rang  | Tijd     | Rang   |
| --------------- | --------- | ------ | ----- | ------ | ----- | ------ | ----- | ------ | ----- | -------- | ------ |
| Reid Watts      | Mannen    | 58,049 | 14    | 59,071 | 25    | 58,108 | 15    | 58,065 | 16    | 3:53,293 | 17     |
| Natalie Corless | Vrouwen   | 59,193 | 15    | 59,316 | 17    | 59,176 | 21    | 59,570 | 15    | 3:57,255 | 16     |
| Trinity Ellis   | Vrouwen   | 59,219 | 16    | 59,053 | 11    | 58,888 | 13    | 59,704 | 17    | 3:56,864 | 14     |
| Makena Hodgson  | Vrouwen   | 59,505 | 19    | 59,477 | 18    | 59,286 | 22    | 59,568 | 13    | 3:57,536 | 17     |

Gemengd
| Naam                                                 | Onderdeel | Run 1    | Run 1 | Run 2    | Run 2 | Run 3    | Run 3  | Totaal   | Totaal |
| Naam                                                 | Onderdeel | Tijd     | Rang  | Tijd     | Rang  | Tijd     | Rang   | Tijd     | Rang   |
| ---------------------------------------------------- | --------- | -------- | ----- | -------- | ----- | -------- | ------ | -------- | ------ |
| Tristan Walker Justin Snith                          | Dubbels   | 58,895   | 7     | 59,023   | 8     | n.v.t.   | n.v.t. | 1:57,918 | 7      |
| Trinity Ellis Reid Watts Tristan Walker Justin Snith | Estafette | 1:00,880 | 7     | 1:00,210 | 7     | 1:00,110 | 3      | 3:05,235 | 6      |

### Schaatsen
Mannen
| Naam                     | Onderdeel | Uitslag  | Uitslag |
| Naam                     | Onderdeel | Tijd     | Rang    |
| ------------------------ | --------- | -------- | ------- |
| Ted-Jan Bloemen          | 5000 m    | 6:19,11  | 10      |
| Ted-Jan Bloemen          | 10.000 m  | 13:01,39 | 8       |
| Lauren Dubreuil          | 500 m     | 34,522   | 4       |
| Lauren Dubreuil          | 1000 m    | 1:08,32  | Zilver  |
| Graeme Fish              | 10.000 m  | 12:58,80 | 6       |
| Antoine Gélinas-Beaulieu | 500 m     | 35,840   | 29      |
| Antoine Gélinas-Beaulieu | 1000 m    | 1:10,075 | 22      |
| Antoine Gélinas-Beaulieu | 1500 m    | 1:48,00  | 23      |
| Connor Howe              | 1000 m    | 1:08,97  | 12      |
| Connor Howe              | 1500 m    | 1:44,86  | 5       |
| Gilmore Junio            | 500 m     | 35,162   | 21      |
| Tyson Langelaar          | 1500 m    | 1:47,81  | 22      |

Vrouwen
| Naam               | Onderdeel | Uitslag | Uitslag |
| Naam               | Onderdeel | Tijd    | Rang    |
| ------------------ | --------- | ------- | ------- |
| Ivanie Blondin     | 1500 m    | 1:56,49 | 13      |
| Ivanie Blondin     | 3000 m    | 4:06,40 | 14      |
| Ivanie Blondin     | 5000 m    | 1:56,49 | 13      |
| Marsha Hudey       | 500 m     | 38,79   | 21      |
| Valérie Maltais    | 3000 m    | 4:04,27 | 12      |
| Brooklyn McDougall | 500 m     | 38,84   | 22      |
| Heather McLean     | 500 m     | 39,31   | 27      |
| Maddison Pearman   | 1000 m    | 1:17,66 | 26      |
| Maddison Pearman   | 1500 m    | 1:59,89 | 24      |
| Alexa Scott        | 1000 m    | 1:15,79 | 12      |
| Isabelle Weidemann | 3000 m    | 3:58,64 | Brons   |
| Isabelle Weidemann | 5000 m    | 6:48,18 | Zilver  |

Massastart
| Naam                     | Onderdeel | Halve finale | Halve finale | Halve finale | Finale | Finale  | Finale |
| Naam                     | Onderdeel | Punten       | Tijd         | Rang         | Punten | Tijd    | Rang   |
| ------------------------ | --------- | ------------ | ------------ | ------------ | ------ | ------- | ------ |
| Jordan Belchos           | Mannen    | 8            | 7:46,05      | 5            | 0      | 7:48,14 | 13     |
| Antoine Gélinas-Beaulieu | Mannen    | 3            | 7:56,93      | 6            | 0      | 8:13,35 | 15     |
| Ivanie Blondin           | Vrouwen   | 65           | 8:28,68      | 1            | 40     | 8:14,79 | Zilver |
| Valérie Maltais          | Vrouwen   | 3            | 8:35,47      | 7            | 6      | 8:20,46 | 6      |

Ploegenachtervolging
| Naam                                                          | Onderdeel | Kwartfinale | Kwartfinale | Halve finale      | Halve finale   | Finale            | Finale |
| Naam                                                          | Onderdeel | Tijd        | Rang        | Tegenstander Tijd | Rang           | Tegenstander Tijd | Rang   |
| ------------------------------------------------------------- | --------- | ----------- | ----------- | ----------------- | -------------- | ----------------- | ------ |
| Jordan Belchos Ted-Jan Bloemen Connor Howe Tyson Langelaar    | Mannen    | 3:40,17     | 5           | niet geplaatst    | niet geplaatst | KOR 3:40,39       | 5      |
| Ivanie Blondin Valérie Maltais Alexa Scott Isabelle Weidemann | Vrouwen   | 2:53,97     | 2           | NED 2:54,96       | 1              | JPN 2:53,43       | Goud   |

### Schansspringen
Mannen
| Naam                  | Onderdeel      | Kwalificatie | Kwalificatie | Kwalificatie | Eerste ronde | Eerste ronde | Eerste ronde | Finaleronde    | Finaleronde    | Finaleronde    | Totaal         | Totaal |
| Naam                  | Onderdeel      | Afstand      | Score        | Rang         | Afstand      | Score        | Rang         | Afstand        | Score          | Rang           | Score          | Rang   |
| --------------------- | -------------- | ------------ | ------------ | ------------ | ------------ | ------------ | ------------ | -------------- | -------------- | -------------- | -------------- | ------ |
| MacKenzie Boyd-Clowes | Normale schans | 94,5         | 97,1         | 17           | 100,5        | 129,8        | 12           | 100,0          | 122,8          | 19             | 252,6          | 16     |
| MacKenzie Boyd-Clowes | Grote schans   | 122,0        | 115,8        | 18           | 128,5        | 119,2        | 33           | niet geplaatst | niet geplaatst | niet geplaatst | niet geplaatst | 33     |
| Matthew Soukup        | Normale schans | 75,0         | 52,7         | 47           | 92,0         | 103,0        | 45           | niet geplaatst | niet geplaatst | niet geplaatst | niet geplaatst | 45     |
| Matthew Soukup        | Grote schans   | 108,5        | 82,0         | 47           | 115,0        | 90,8         | 49           | niet geplaatst | niet geplaatst | niet geplaatst | niet geplaatst | 49     |

Vrouwen
| Naam               | Onderdeel      | Kwalificatie | Kwalificatie | Kwalificatie | Eerste ronde      | Eerste ronde      | Eerste ronde      | Finaleronde    | Finaleronde    | Finaleronde    | Totaal         | Totaal |
| Naam               | Onderdeel      | Afstand      | Score        | Rang         | Afstand           | Score             | Rang              | Afstand        | Score          | Rang           | Score          | Rang   |
| ------------------ | -------------- | ------------ | ------------ | ------------ | ----------------- | ----------------- | ----------------- | -------------- | -------------- | -------------- | -------------- | ------ |
| Alexandria Loutitt | Normale schans | n.v.t.       | n.v.t.       | n.v.t.       | gediskwalificeerd | gediskwalificeerd | gediskwalificeerd | niet geplaatst | niet geplaatst | niet geplaatst | niet geplaatst | DSQ    |
| Abigail Strate     | Normale schans | n.v.t.       | n.v.t.       | n.v.t.       | 75,5              | 71,7              | 26                | 84,5           | 90,12          | 12             | 161,9          | 23     |

Gemengd
| Naam                                                                   | Onderdeel       | Eerste ronde | Eerste ronde | Eerste ronde | Finaleronde | Finaleronde | Finaleronde | Totaal | Totaal |
| Naam                                                                   | Onderdeel       | Afstand      | Score        | Rang         | Afstand     | Score       | Rang        | Score  | Rang   |
| ---------------------------------------------------------------------- | --------------- | ------------ | ------------ | ------------ | ----------- | ----------- | ----------- | ------ | ------ |
| Alexandria Loutitt Matthew Soukup Abigail Strate MacKenzie Boyd-Clowes | Landenwedstrijd | 366,0        | 415,4        | 4            | 372,0       | 429,2       | 5           | 844,6  | Brons  |

### Shorttrack
Mannen
| Naam                                                                        | Onderdeel    | Series         | Series         | Kwartfinale    | Kwartfinale    | Halve finale      | Halve finale      | Finale         | Finale |
| Naam                                                                        | Onderdeel    | Tijd           | Rang           | Tijd           | Rang           | Tijd              | Rang              | Tijd           | Rang   |
| --------------------------------------------------------------------------- | ------------ | -------------- | -------------- | -------------- | -------------- | ----------------- | ----------------- | -------------- | ------ |
| Steven Dubois                                                               | 500 m        | 40,399         | 1              | 40,494         | 2              | 40,825            | 4                 | 40,669         | Brons  |
| Steven Dubois                                                               | 1500 m       | n.v.t.         | n.v.t.         | 2:15,123       | 3              | 2:38,000          | 6                 | 2:09,254       | Zilver |
| Maxime Laoun                                                                | 500 m        | niet gefinisht | niet gefinisht | niet geplaatst | niet geplaatst | niet geplaatst    | niet geplaatst    | niet geplaatst | 28     |
| Jordan Pierre-Gilles                                                        | 500 m        | 40,488         | 2              | niet gefinisht | niet gefinisht | niet geplaatst    | niet geplaatst    | niet geplaatst | 18     |
| Jordan Pierre-Gilles                                                        | 1000 m       | 1:24,067       | 2              | niet gefinisht | niet gefinisht | niet geplaatst    | niet geplaatst    | niet geplaatst | 16     |
| Pascal Dion                                                                 | 1000 m       | 1:24,771       | 2              | niet gefinisht | niet gefinisht | niet geplaatst    | niet geplaatst    | niet geplaatst | 12     |
| Pascal Dion                                                                 | 1500 m       | n.v.t.         | n.v.t.         | 2:09,723       | 2              | 2:15,271          | 7                 | niet geplaatst | 18     |
| Charles Hamelin                                                             | 1500 m       | n.v.t.         | n.v.t.         | 2:11,239       | 1              | gediskwalificeerd | gediskwalificeerd | niet geplaatst | 19     |
| Pascal Dion Steven Dubois Charles Hamelin Maxime Laoun Jordan Pierre-Gilles | 5000 m relay | n.v.t.         | n.v.t.         | n.v.t.         | n.v.t.         | 6:38,752          | 1                 | 6:41,257       | Goud   |

Vrouwen
| Naam                                                                      | Onderdeel    | Series         | Series         | Kwartfinale       | Kwartfinale       | Halve finale   | Halve finale   | Finale         | Finale |
| Naam                                                                      | Onderdeel    | Tijd           | Rang           | Tijd              | Rang              | Tijd           | Rang           | Tijd           | Rang   |
| ------------------------------------------------------------------------- | ------------ | -------------- | -------------- | ----------------- | ----------------- | -------------- | -------------- | -------------- | ------ |
| Danaé Blais                                                               | 1500 m       | n.v.t.         | n.v.t.         | geen tijd         | 4                 | niet geplaatst | niet geplaatst | niet geplaatst | 25     |
| Kim Boutin                                                                | 500 m        | 42,732         | 1              | 42,391            | 1                 | 42,664         | 2              | 42,724         | Brons  |
| Kim Boutin                                                                | 1000 m       | niet gefinisht | niet gefinisht | niet geplaatst    | niet geplaatst    | niet geplaatst | niet geplaatst | niet geplaatst | 29     |
| Kim Boutin                                                                | 1500 m       | n.v.t.         | n.v.t.         | 2:17,739          | 1                 | 2:22,371       | 3              | 2:45,568       | 10     |
| Florence Brunelle                                                         | 500 m        | 43,477         | 2              | gediskwalificeerd | gediskwalificeerd | niet geplaatst | niet geplaatst | niet geplaatst | 19     |
| Alyson Charles                                                            | 500 m        | 42,991         | 2              | 1:07,206          | 4                 | 42,829         | 4              | 43,273         | 8      |
| Alyson Charles                                                            | 1000 m       | 1:29,863       | 3              | 1:30,161          | 5                 | niet geplaatst | niet geplaatst | niet geplaatst | 20     |
| Courtney Sarault                                                          | 1000 m       | 1:27,798       | 1              | 1:29,450          | 3                 | niet geplaatst | niet geplaatst | niet geplaatst | 11     |
| Courtney Sarault                                                          | 1500 m       | n.v.t.         | n.v.t.         | 2:20,365          | 1                 | 2:18,316       | 4              | 2:45,606       | 11     |
| Danaé Blais Kim Boutin Florence Brunelle Alyson Charles Courtney Sarrault | 3000 m relay | n.v.t.         | n.v.t.         | n.v.t.            | n.v.t.            | 4:05,89        | 1              | 4:04,329       | 4      |

Gemengd
| Naam                                                                                          | Onderdeel    | Kwart finale | Kwart finale | Halve finale | Halve finale | Finale | Finale |
| Naam                                                                                          | Onderdeel    | Tijd         | Rang         | Tijd         | Rang         | Tijd   | Rang   |
| --------------------------------------------------------------------------------------------- | ------------ | ------------ | ------------ | ------------ | ------------ | ------ | ------ |
| Kim Boutin Florence Brunelle Pascal Dion Steven Dubois Jordan Pierre-Gilles Courtney Sarrault | 2000 m relay | 2:36,747     | 2            | 2:36,808     | 1            | DSQ    | 6      |

### Skeleton
| Naam           | Onderdeel | Run 1   | Run 1 | Run 2   | Run 2 | Run 3   | Run 3 | Run 4   | Run 4 | Totaal  | Totaal |
| Naam           | Onderdeel | Tijd    | Rang  | Tijd    | Rang  | Tijd    | Rang  | Tijd    | Rang  | Tijd    | Rang   |
| -------------- | --------- | ------- | ----- | ------- | ----- | ------- | ----- | ------- | ----- | ------- | ------ |
| Blake Enzie    | Mannen    | 1:01,65 | 19    | 1:01,76 | 20    | 1:01,93 | 21    | 1:01,54 | 19    | 4:06,88 | 20     |
| Jane Channell  | Vrouwen   | 1:02,59 | 13    | 1:03,31 | 22    | 1:02,71 | 19    | 1:02,34 | 10    | 4:09,95 | 17     |
| Mirela Rahneva | Vrouwen   | 1:02,03 | 1     | 1:03,14 | 18    | 1:01,72 | 2     | 1:02,26 | 6     | 4:09,15 | 5      |

### Snowboarden
Freestyle
| Naam              | Onderdeel      | Kwalificatie | Kwalificatie | Kwalificatie | Kwalificatie | Kwalificatie | Finale         | Finale         | Finale         | Finale         | Finale |
| Naam              | Onderdeel      | Run 1        | Run 2        | Run 3        | Beste        | Rang         | Run 1          | Run 2          | Run 3          | Beste          | Rang   |
| ----------------- | -------------- | ------------ | ------------ | ------------ | ------------ | ------------ | -------------- | -------------- | -------------- | -------------- | ------ |
| Mark McMorris     | Big air (m)    | 81,50        | 65,75        | 65,75        | 147,25       | 8            | 80,50          | 21,00          | 33,25          | 113,75         | 10     |
| Mark McMorris     | Slopestyle (m) | 62,70        | 83,30        | n.v.t.       | 83,30        | 2            | 76,98          | 80,85          | 88,53          | 88,53          | Brons  |
| Max Parrot        | Big air (m)    | 78,25        | 86,50        | 26,50        | 164,75       | 1            | 28,25          | 94,00          | 76,25          | 170,25         | Brons  |
| Max Parrot        | Slopestyle (m) | 70,11        | 36,68        | n.v.t.       | 70,11        | 10           | 79,86          | 90,96          | 36,56          | 90,96          | Goud   |
| Darcy Sharpe      | Big air (m)    | 29,00        | 77,50        | 64,50        | 142,00       | 12           | 20,00          | 82,00          | 5,75           | 87,75          | 12     |
| Darcy Sharpe      | Slopestyle (m) | 45,46        | 25,15        | n.v.t.       | 45,46        | 23           | niet geplaatst | niet geplaatst | niet geplaatst | niet geplaatst | 23     |
| Sébastien Toutant | Big air (m)    | 67,00        | 22,50        | 11,25        | 89,50        | 26           | niet geplaatst | niet geplaatst | niet geplaatst | niet geplaatst | 26     |
| Sébastien Toutant | Slopestyle (m) | 23,68        | 71,06        | n.v.t.       | 71,06        | 8            | 52,63          | 30,40          | 54,00          | 54,00          | 9      |
| Jasmine Baird     | Big air (v)    | 69,00        | 60,50        | 69,00        | 129,50       | 10           | 68,75          | 48,75          | 61,25          | 130,00         | 7      |
| Jasmine Baird     | Slopestyle (v) | 49,50        | 14,41        | n.v.t.       | 49,50        | 16           | niet geplaatst | niet geplaatst | niet geplaatst | niet geplaatst | 16     |
| Laurie Blouin     | Big air (v)    | 68,00        | 67,25        | 88,25        | 156,25       | 4            | 13,50          | 86,25          | 28,75          | 115,00         | 8      |
| Laurie Blouin     | Slopestyle (v) | 66,85        | 71,55        | n.v.t.       | 71,55        | 7            | 77,96          | 46,70          | 81,42          | 81,42          | 4      |
| Brooke Voigt      | Big air (v)    | 65,00        | 31,00        | 17,50        | 96,00        | 21           | niet geplaatst | niet geplaatst | niet geplaatst | niet geplaatst | 21     |
| Brooke Voigt      | Slopestyle (v) | 37,11        | 12,78        | n.v.t.       | 37,11        | 22           | niet geplaatst | niet geplaatst | niet geplaatst | niet geplaatst | 22     |

Halfpipe
| Naam              | Onderdeel | Kwalificatie | Kwalificatie | Kwalificatie | Kwalificatie | Finale         | Finale         | Finale         | Finale         | Finale |
| Naam              | Onderdeel | Run 1        | Run 2        | Beste        | Rang         | Run 1          | Run 2          | Run 3          | Beste          | Rang   |
| ----------------- | --------- | ------------ | ------------ | ------------ | ------------ | -------------- | -------------- | -------------- | -------------- | ------ |
| Liam Gill         | Mannen    | 16,75        | 15,50        | 16,75        | 23           | niet geplaatst | niet geplaatst | niet geplaatst | niet geplaatst | 23     |
| Brooke D’Hondt    | Vrouwen   | 69,25        | 70,00        | 70,00        | 10           | 66,75          | 11,00          | 9,00           | 66,75          | 10     |
| Elizabeth Hosking | Vrouwen   | 10,00        | 70,53        | 70,53        | 9            | 73,00          | 79,25          | 5,00           | 79,25          | 6      |

Parallelreuzenslalom
| Naam               | Onderdeel | Kwalificatie   | Kwalificatie   | Achtste finale    | Kwartfinale       | Halve finale      | Finale            | Finale |
| Naam               | Onderdeel | Tijd           | Rang           | Tegenstander Tijd | Tegenstander Tijd | Tegenstander Tijd | Tegenstander Tijd | Rang   |
| ------------------ | --------- | -------------- | -------------- | ----------------- | ----------------- | ----------------- | ----------------- | ------ |
| Sébastien Beaulieu | Mannen    | 1:24,52        | 27             | niet geplaatst    | niet geplaatst    | niet geplaatst    | niet geplaatst    | 27     |
| Arnaud Gaudet      | Mannen    | 1:24,43        | 26             | niet geplaatst    | niet geplaatst    | niet geplaatst    | niet geplaatst    | 26     |
| Jules Lefebvre     | Mannen    | 1:22,94        | 20             | niet geplaatst    | niet geplaatst    | niet geplaatst    | niet geplaatst    | 20     |
| Kaylie Buck        | Vrouwen   | 1:30,14        | 21             | niet geplaatst    | niet geplaatst    | niet geplaatst    | niet geplaatst    | 21     |
| Megan Farrell      | Vrouwen   | 1:28,37        | 10             | Ulbing AUT +0,50  | niet geplaatst    | niet geplaatst    | niet geplaatst    | 12     |
| Jennifer Hawkrigg  | Vrouwen   | niet gefinisht | niet gefinisht | niet geplaatst    | niet geplaatst    | niet geplaatst    | niet geplaatst    | DNF    |

Snowboardcross
| Naam                         | Onderdeel | Plaatsingsronde | Plaatsingsronde | Achtste finale | Kwartfinale    | Halve finale   | Finale         | Finale |
| Naam                         | Onderdeel | Run 1           | Run 1           | Achtste finale | Kwartfinale    | Halve finale   | Finale         | Finale |
| Naam                         | Onderdeel | Tijd            | Rang            | Plaats         | Plaats         | Plaats         | Plaats         | Rang   |
| ---------------------------- | --------- | --------------- | --------------- | -------------- | -------------- | -------------- | -------------- | ------ |
| Éliot Grondin                | Mannen    | 1:16,29         | 1               | 1              | 1              | 1              | 2              | Zilver |
| Kevin Hill                   | Mannen    | 1:19,45         | 26              | 4              | niet geplaatst | niet geplaatst | niet geplaatst | 27     |
| Liam Moffatt                 | Mannen    | 1:18,45         | 13              | 3              | niet geplaatst | niet geplaatst | niet geplaatst | 19     |
| Zoe Bergermann               | Vrouwen   | 1:25,84         | 24              | 2              | 4              | niet geplaatst | niet geplaatst | 15     |
| Tess Critchlow               | Vrouwen   | 1:26,13         | 26              | 2              | 1              | 3              | 2              | 6      |
| Audrey McManiman             | Vrouwen   | 1:24,98         | 13              | 2              | 3              | niet geplaatst | niet geplaatst | 11     |
| Meryeta O'Dine               | Vrouwen   | 1:23,01         | 3               | 1              | 1              | 1              | 3              | Brons  |
| Liam Moffatt Tess Critchlow  | Gemengd   | n.v.t.          | n.v.t.          | n.v.t.         | 3              | niet geplaatst | niet geplaatst | =9     |
| Éliot Grondin Meryeta O'Dine | Gemengd   | n.v.t.          | n.v.t.          | n.v.t.         | 2              | 2              | 3              | Brons  |